# Pupilles de Neptune de Lille
Les Pupilles de Neptune de Lille était un club français de natation créé en 1895 et le plus ancien club français de water-polo.

## Historique
Fondés en 1895 par Léon Verdonck, directeur des Bains Lillois, les « Pupilles de Neptune » remportent une médaille de bronze aux Jeux olympiques d'été de 1900 à Paris en water-polo. Ils remportent également 2 titres de champion de France en 1897 et 1901.
En 1985, le club fusionne avec le Lille Université Club (LUC) qui devient à partir de 2002 le Lille Métropole Water-Polo.

## Champions licenciés au club
| En natation : - André Caby - Philippe Houben - Jean Leuillieux - Louis Martin - Désiré Merchez - René Tartara | En water polo : - Eugène Coulon - Philippe Houben - Jean Leuillieux - Louis Martin - Désiré Merchez - René Tartara - Charles Treffel |